# Bienvenue chez les Loud : Espionner peut attendre
Série Bienvenue chez les Loud
Pour plus de détails, voir Fiche technique et Distribution.
Bienvenue chez les Loud : Espionner peut attendre (Titre original : No Time to Spy: A Loud House Movie) est un téléfilm d'animation américain tiré de la série Bienvenue chez les Loud, réalisé par Kyle Marshall sorti en 2024.
Il a été diffusé le 21 juin 2024 sur Nickelodeon aux États-Unis et en France le 23 juin 2024 sur Nickelodeon France ainsi que le 31 décembre 2024 et le 30 mai 2025 sur Gulli.

## Synopsis
Lincoln Loud et sa famille se préparent à accueillir leur nouvelle Mamounette, Myrtille, lors d'un mariage sur une île paradisiaque. Cependant, les festivités prennent une tournure inattendue lorsqu'un vieil ennemi du passé d'agent secret de Myrtille fait son apparition sur l'île. Mamounette est enlevée, poussant Lincoln à entraîner sa famille dans une mission de super-espionnage pour la sauver.

## Distribution

### Voix originales
- Bentley Griffin : Lincoln Loud
- Catherine Taber : Lori Loud
- Liliana Mumy : Leni Loud
- Nika Futterman : Luna Loud
- Cristina Pucelli : Luan Loud
- Jessica DiCicco : Lynn Loud Jr., Lucy Loud
- Grey DeLisle : Lana Loud, Lola Loud, Lily Loud
- Lara Jill Miller : Lisa Loud
- Brian Stepanek : Lynn Loud Sr., Todd, Cargo Shorts
- Jill Taley : Rita Loud
- Jaeden White : Clyde McBride
- Khary Payton : Harold McBride
- Piotr Micheal : Albert Loud
- Alex Cazares : Myrtle
- John DiMaggio : Flip, M. Grouse
- Dan Fogler : Rufus Dufus
- Amy Sedaris : Fifi Dufus
- Paul Wight : Ham Hand
- Chester Rushing : Owen
- Sarah Niles : X

### Voix françaises
- Nathalie Bienaimé : Lincoln Loud
- Caroline Mozzone : Lori Loud
- Claire Baradat : Leni Loud
- Patricia Legrand : Luna Loud
- Leslie Lipkins : Luan Loud
- Marie Facundo : Lynn Loud Jr.
- Magali Rosenzweing : Lucy Loud
- Frédérique Marlot : Lana Loud
- Jessica Barrier : Lola Loud
- Caroline Combes : Lisa Loud, Lily Loud
- Emma Clavel : Rita Loud
- Philippe Roullier : Lynn Loud Sr., Flip
- Audrey Sablé : Clyde McBride
- François Créton : Harold McBride
- Adeline Germaneau : X
- Farrah Grabi : Hôtesse du Rubiner
- Jonathan Potey : Randall
- Nathalie Bleynie, Laura Addamo, Pierre Alam, Asia Cossu, Arnaud Denissel, Luq Hamet, David Mandineau, Patrick Massiah, Emily Pelio Guibal, Steve Setiano, Yoann Sover, Jean-Pierre Leblan, Olivia Dutron, Olivier Podesta : voix additionnelles

Version française
- Société de doublage : Lylo Media Group
- Direction artistique : Philippe Roullier
- Direction vocale artistique : Edwige Chandelier
- Adaptation : Charles Platto, Edwige Chandelier
- Mixage : Fabienne Travaux
- Enregistrement : Vivien Berry, Luis Gonzalez, Guillaume Chicard

 Source et légende : version française (VF) sur RS Doublage

## Production
Fin avril 2024, Nickelodeon a publié un teaser promotionnel pour un nouveau film d'animation basé sur Bienvenue chez les Loud , intitulé No Time to Spy: A Loud House Movie.  Fin mai 2024, d'autres détails sur le film ont été divulgués, notamment le casting, l'équipe et la date de sortie.  Les habitués de la série Bentley Griffin, Alex Cazares, Piotr Michael, Jill Talley , Brian Stepanek , Catherine Taber , Liliana Mumy , Nika Futterman , Cristina Pucelli , Jessica DiCicco , Grey DeLisle et Lara Jill Miller dirigent le casting vocal.  Le film a été réalisé par le directeur superviseur de la série et coproducteur exécutif Kyle Marshall, et écrit par Whitney Wetta et Jeffrey Sayers.  Le film est produit par Nickelodeon Animation Studio ,  et Jam Filled Entertainment a fourni l'animation.  Michael Rubiner, qui est producteur exécutif de la série, a également produit le film.

## Sortie
Bienvenue chez les Loud : Espionner peut attendre est sorti sur Paramount+ le 21 juin 2024 aux États-Unis et est diffusé sur Nickelodeon plus tard le même jour.